# 颛桥镇
颛桥镇，是中华人民共和国上海市闵行区下辖的一个乡镇级行政单位。面积20.97平方公里。户籍人口5.30万人（2008年）。

## 行政区划
颛桥镇下辖以下居委会及村委会：
秀龙社区、众安社区、颛溪新村第五社区、颛溪新村第八社区、银都苑第一社区、银都苑第三社区、金都新村第三社区、兴银花园社区、北桥社区、银桥花园社区、樱缘花园社区、银春花园社区、好世凤凰城社区、莘闵荣顺苑社区、繁盛苑社区、君临花园社区、众众新家园社区、日月华城社区、复地北桥城社区、君莲新城第二社区、君莲新城第一社区、骏苑社区、君莲新城第三社区、翔泰苑社区、金榜新苑社区、都市富苑社区、招商雍华苑社区、君莲新城第四社区、文博水景社区、君莲新城第五社区、星河湾社区、君莲中城苑社区、君莲新城第六社区、向阳村、中心村、北桥村、安乐村、灯塔村、新闵村、黄一村和光明村。

## 其他信息
上海莘庄工业区位于该镇境内。